# Государственный переворот в Сирии (1966)
Государственный переворот в Сирии (1966) (араб. انقلاب 1966 في سوريا‎) — переворот, произошедший 21 — 23 февраля 1966 года, в результате которого правительство Сирийской Арабской Республики, возглавляемое философом и социологом Мишелем Афляком и Салахом ад-Дин Битаром, было свергнуто, а к власти пришли представители «молодого крыла» Баас, которое возглавляли военный и государственный деятель Салах Джадид и будущий многолетний руководитель страны Хафез Асад.

## Обострение политической борьбы. Идеологические расхождения. Поражение насеризма
После революции 8 марта обострилась ожесточённая политическая борьба между группировками сирийских насеристов, чья идеология была основана на принципах панарабского национализма, а также Национальным советом Революционного командования, состоявшим из двадцати авторитетных деятелей, и баасистами. Насеристы активно выступали за восстановление Объединённой Арабской Республики, которая с 1958 по 1961 год представляла собой альянс между Египтом и Сирией под управлением Гамаля Абдель Насера. Между тем баасисты относились к предстоящему повторному объединению с Насером весьма скептически; они выступали за более широкую, свободную федерацию, в которой Баас могла бы самостоятельно управлять Сирией без внешнего влияния. Для демонстрации народной поддержки своей концепции насеристы организовали массовые уличные демонстрации, участники которых требовали восстановления ОАР. Большинство арабских националистов в Сирии поддерживали насеристское движение, поэтому Баас не сразу смогла отреагировать на организацию протестных акций, во время которых восстановление ОАР декларировалось как значимая альтернатива разрозненности и разделённости арабского мира. В итоге баасисты, потерпев неудачу в борьбе за симпатии среди широких народных масс, приступили к привлечению на свою сторону армейской элиты Сирии. 700 насеристов и панарабистов-консерваторов были лишены высоких армейских должностей (большая их часть была принуждена уйти в отставку), а их места заняли сторонники баасизма. Большинство новых баасистских армейских командиров являлись выходцами из крестьянской глубинки или представителями низших слоёв рабоче-ремесленного населения страны, но в то же время эти «новые офицеры» отличались решительностью и пассионарностью. Таким образом, баасисты-алавиты заменили представителей суннитской военной элиты среднего звена. Новая армейская элита страны состояла из выходцев из деревень, преимущественно из крестьянского сословия, являвшимися горячими сторонниками идеологии арабского социализма. Эти перестановки в системе военного командования привели к тому, что контроль суннитов над военными ведомствами фактически сошёл на нет к середине 1960-х годов.

## Выдвижение Амина аль-Хафиза
Ценой подавления унитаристских протестов стало выдвижение Амина аль-Хафеза на лидерские позиции в государстве. В то же время традиционалистски настроенная элита, утратившая власть после 1963 года, испытывала страх по поводу социалистической политики Баас. Представители сирийских Братьев-мусульман также боялись секулярной стратегии, которой придерживались арабские социалисты. Видный сирийский политик-радикал Акрам Хаурани и представители Компартии Сирии активно протестовали против стремления Баас к упрочению своей монополии на власть и против установления однопартийного государственного управления. Большая часть сирийских суннитов в идеологическом плане относились к арабским националистам, а из-за распространения баасизма они чувствовали себя отчуждёнными. В Баас середины 1960-х годов в Сирии преобладали представители этнокультурных групп населения: друзы, исмаилиты, алавиты, которые в основной массе были выходцами из незажиточного крестьянства. Это разделение в итоге спровоцировало идеолого-экономический конфликт между городом и деревней, который со временем приобрёл острую национальную и конфессиональную окраску. Баас после прихода к власти ощущала угрозу со стороны антибаасистских настроений среди городских социалистов. В итоге пассионарное крыло офицеров-баасистов, воспользовавшись фрагментарностью противоборствующих им групп, решилась на осуществление переворота.

## Экономические меры. Спор о национализации
Внутренний конфликт среди баасистов был в основном связан с тем, что последователи Мишеля Афляка стремились к установлению идеологии «классического» баасизма и, путём установления свободной кооперации с Насером, намеревались внедрить умеренную форму социализма, в то время как в ходе 6-го Национального партийного конгресса Баас афлякисты оказались в меньшинстве, поскольку большинство членов Военного комитета Баас стремились к созданию баасизма, построенного на идеологии марксизма-ленинизма. Сторонники этой новой формы баасизма видели в числе приоритетов построение «революции в отдельно взятой стране», отрицая первостепенность идеи объединения арабского мира. 6-й Национальный конгресс Баас в итоге принял резолюцию, которая инициировала социалистическую революцию в Сирии — в результате начались национализация частных владений и иностранных торговых компаний, а также внедрение принципов государственного планирования. В соответствии с планом резолюции, земельные наделы могли быть предоставлены только тем, кто «по-настоящему, непосредственно обрабатывает землю». Тем не менее, эта группа баасистов предполагала сохранить частную собственность для предприятий розничной торговли, строительства, туризма и малой промышленности в самом обобщённом понимании. После массовых беспорядков в Хаме в апреле 1964 года афлякистам удалось на время восстановить свои ведущие позиции в Баас. Салах ад-Дин аль-Битар сформировал новое правительство, которое остановило осуществление плана национализации частной собственности, в том числе и крупных промышленных предприятий, а также декларировало верность принципам свободы слова и демократического устройства государства. Впрочем, эти либеральные преобразования не пользовались поддержкой широких масс населения, и большая часть жителей страны выступали против Баас. Авторитетные финансовые корпорации начали активно вывозить капитал из САР, и единственным очевидным решением улучшить экономическое положение государства было продолжение планомерной национализации. В это время разгорелась ожесточённая политическая и силовая борьба между умеренными сторонниками национальной концепции Мишеля Афляка («афлякистами»), которые обладали большинством в Национальном командовании Сирии, и крылом молодых радикалов Баас, которые пользовались огромным влиянием в Сирийском региональном командовании. Это противостояние вылилось в последующее военное вмешательство со стороны радикальных баасистов в 1966 году, которое привело к тому, что «старая элита» окончательно утратила свои полномочия.
После подавления беспорядков в Хаме в 1964 началось силовое противостояние между министром обороны Мухаммедом Умраном и Салахом Джадидом. Умран, самый опытный и пожилой член Военного комитета, выступал за примирение между группами баасистов и призывал к окончанию конфронтации с представителями среднего класса, в то время как Джадид полагал, что необходимо продолжать подавлять протестные движения с целью сохранить достижения Революции 8 марта. Это был первый открытый раскол среди членов Военного комитета, который привёл к острому военно-политическому кризису, в дальнейшем приведшему к перевороту. В итоге Хафез Асад, выступавший с аналогичных позиций, что и Салах Джадид, и его сторонники бросили крупные военные силы на участников повстанческого движения. Подавление беспорядков привело к отставке Мухаммеда Умрана, который ответил тем, что раскрыл планы Военного комитета добиться гегемонии Баас в Национальном командовании. Мишель Афляк, генеральный секретарь Национального командования, после демарша Умрана принял решение о роспуске Военного комитета. Однако вскоре он вынужден был отозвать своё решение, поскольку рядовые солдаты, представители низшего звена Военного комитета, выступили с активными протестами в защиту идеологии молодого крыла Баас. Национальное командование продемонстрировало полное бессилие и неспособность разрешить кризисную ситуацию, и в итоге Военный комитет, контролировавший деятельность Сирийского регионального командования, инициировал нападения на буржуазию и ускорил национализацию частных предприятий. В частности, в государственное ведение перешло большинство промышленных предприятий по производству электричества, а также предприятия хлопкоочистительной промышленности и приблизительно 70 процентов иностранной торговли.

## Обострение конфликта, предшествовавшее перевороту
Однако борьба между Национальным командованием и Военным комитетом за контроль над партией Баас продолжалась ещё некоторое время, в том числе она перешла в юридическую площадь и проходила на полях партийных конгрессов. В марте 1965 года состоялся 2-й региональный конгресс, на котором было принято принципиальное решение о том, что региональный секретарь Регионального командование экс оффицио должен занимать должность главы государства, а Региональное командование получало полномочия назначать премьер-министров, кабинет министров и высших руководителей военного командования САР. Эти решения существенно ограничили властные полномочия Национального командования, минимизировав его участие во внутренней политике страны. В качестве симметричного ответа во время 8-го национального конгресса, состоявшегося в апреле 1965 года, Афляк намеревался выступить с публичным осуждением деятельности регионального командования, но его убедили не делать этого его соратники по Национальному командованию, например, ливанский член НК Джибран Майдалани и представитель Саудовской Аравии Аль Гханнам, которые опасались, что эскалация конфликта может привести к утрате влияния в Баас гражданской фракции и прихода к власти военной элиты, как это произошло в иракском региональном отделении Баас. В результате Афляк под нажимом сопартийцев ушёл с должности генерального секретаря НК, и его место занял иорданский активист Баас Муниф аль-Раззаз. Под его руководством состоялось несколько встреч РК и НК, однако ощутимых результатов не удалось достичь, так как между сторонами конфликта были трудноразрешимые идеологические расхождения. В это время Аман аль-Хафиз являлся лидером Сирии де-юре (в качестве секретаря РК в соответствии с решением мартовского регионального конгресса) — он занял должность председателя президентского совета. Однако де-факто руководителем САР был Салах Джадид, заместитель Генерального секретаря Регионального командования.
В ноябре 1965 года Национальное командование издало резолюцию, в которой выражался запрет Региональному командованию на перемещение военных офицеров в другие места дислокации, что приводило к концентрации активных армейских подразделений, лояльных Асаду и Джадиду и к ощутимому силовому перевесу РК во внутренней борьбе. Как только Салах Джадид услышал текст резолюции, он немедленно поднял мятеж и отдал приказ полковнику Мустафе Тласу арестовать командиров гарнизона в Хомсе, которые сохраняли верность НК. В ответ аль-Раззаз созвал внеочередное заседания НК, на котором официально было объявлено о незамедлительном роспуске РК — одновременно премьер-министром страны был провозглашён Салах ад-Дин аль-Битар. Шибли аль-Айсами стал заместителем аль-Хафиза, нового председателя президентского совета, а Умран был восстановлен в должности министра обороны и также вступил в должность верховного главнокомандующего. Джадид и его последователи в ответ объявили войну Национальному командованию. Решающую роль должна была сыграть позиция Асада, который до этого стремился демонстрировать нейтралитет, формально не вмешиваясь в ожесточённую борьбу противоборствующих группировок. Асад официально выступил против силовых методов решения противостояния и не выразил ожидаемую поддержку сторонникам Мишеля Афляка. В преддверии переворота Асад со своими сторонниками Наджи Джамилем, Хусаи Мухлимом и Юсуфом Саихом отправился в Лондон.

## Переворот

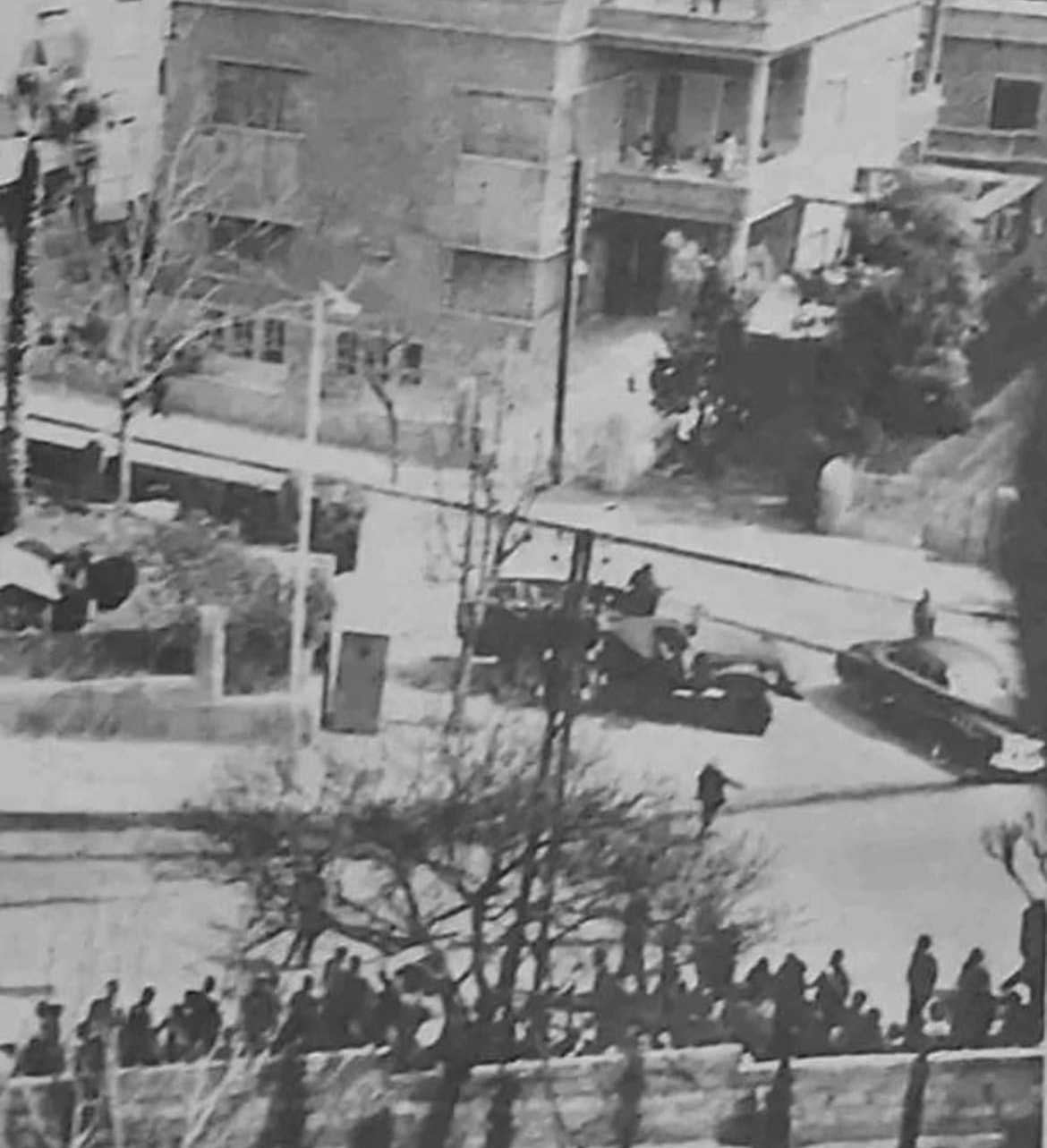
Бронетранспортер во время осуществления переворота.

Переворот начался 21 февраля 1966 года. Поводом для начала активных действий послужило намерение Умрана переместить военных активистов Регионального комитета — генерал-майора Ахмада Сувайдани, полковника Иззада Джадида и майора Салима Хатума, которые были ключевыми сторонниками Джадида. В это время руководство Военного комитета решилось на военную хитрость. Ибрагим Абд аль-Гани, алавитский военачальник (поддерживавший Джадида), командир фронта, противостоявшего Израилю, сообщил, что между офицерами на передовой вспыхнул серьёзный конфликт, и они обратили оружие друг против друга. Умран и аль-Хафиз, услышав эту новость, отдали поспешный приказ об оставлении Голанских высот. Офицеры-сторонники НК вернулись на места дислокации 23 февраля в три часа ночи усталыми и измотанными долгой дорогой. В 5 часов утра Джадид, воспользовавшись ослабленным состоянием военных подразделений противника, начал переворот. Было совершено нападение на частную резиденцию президента аль-Хафиза (его провели Салим Хатум и Рифат Асад). Вскоре к нападавшим присоединился танковый эскадрон путчистов под командованием Иззаза Джадида. Несмотря на ожесточённое сопротивление, личная президентская гвардия аль-Хафиза вынуждена была сложить оружие. Начальник службы охраны аль-Хафиза, Мухаммед Муса, был едва не убит Иззадом Джадидом, но был похищен и вывезен за пределы Сирии Салимом Хатумом. За пределами Дамаска путчистам пришлось столкнуться с серьёзным сопротивлением. В частности, Тлас отправил часть вооружённых формирований из Хомса в Хаму для подавления военного повстанческого движения, а в Алеппо части, лояльные Афляку, установили контроль над местной радиостанцией; также некоторое сопротивление военным заговорщикам было оказано в Латакии и Дейр-аз-Зоре. В ближайшее время все проявления сопротивления были подавлены; единственным высокопоставленным командующим, продолжавшим сопротивление участникам переворота, был аль-Раззаз, которые и после формирования нового правительства организовывал военные манифестации в разных частях Сирии.

## Итоги переворота

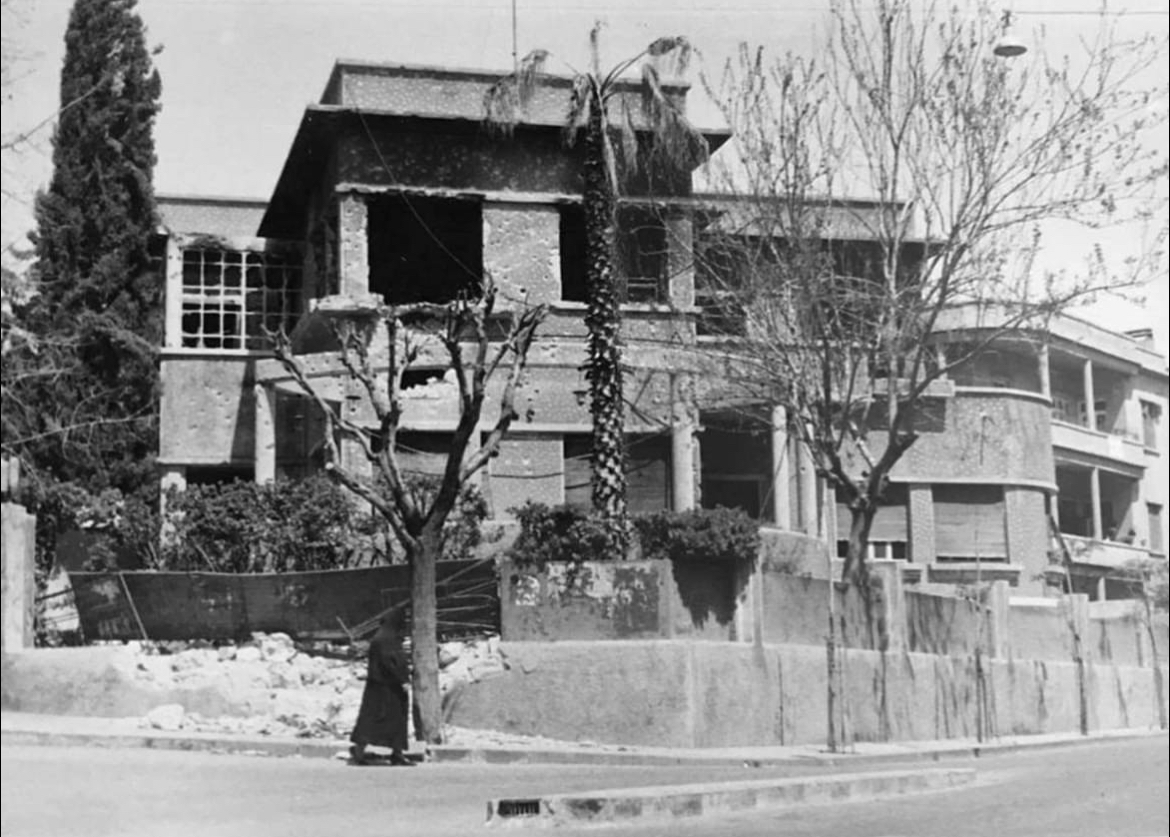
Дом свергнутого президента Амина аль-Хафеза после штурма

Фактически в результате этого переворота было смещено Национальное командование Партии арабского социалистического возрождения, принимавшее участие в организации баасистской революции 8 марта 1963 года, в результате которой было свергнуто националистическое руководство в лице президента Назима аль-Кудси и премьер-министра Халеда Бея аль-Азема. Координаторами насильственного смещения Национального командования были Военный комитет Баас и Региональное командование, которым руководил Салах Джадид. Перевороту 1966 года предшествовало возрастание напряжённости в контексте борьбы за власть и личное влияние между «старой гвардией», которую возглавляли Мишель Афляк, Салах ад-Дин Битар и Муниф аль-Раззаз и фракцией молодых необаасистов. 21 февраля сторонники старой гвардии в армии, боясь революционных изменений, отдали приказ об перемещении военных частей, которыми командовали необаасисты, в более удалённые места дислокации. Таким образом, был спровоцирован переворот, который повлёк за собой ожесточённые боестолкновения в Алеппо, Дамаске, Дэйр-аз-Зоре и Латакии. В результате этого переворота создатели и основатели Баас вынуждены были покинуть страну и продолжить жизнь в эмиграции.
Некоторые политологи полагают, что правительство Джадида стало самым радикальным и жестоким за всю историю современной Сирии. Одним из итогов насильственного смещения власти в 1966 году стал раскол, произошедший в Баас и разделивший её на сирийское и иракское региональные отделения. После того, как в феврале 1966 года власть в Баас перешла к сирийским лидерам, иракские баасисты выразили протест против единоличных действий сирийских коллег и отказались подчиняться решениям сирийских социалистов. После того, как Баас пришла к власти в результате революции 1968 года в Ираке, она дала приют историческим основателям Баас, свергнутым в результате сирийского переворота 1966 года (в их числе были Мишель Афляк, Шибли аль-Айсами и ряд других авторитетных баасистов). С целью легализовать внутрипартийный раскол и обосновать свою идеологическую преемственность, сирийские баасисты организовали мощную пропагандистскую кампанию против иракского отделения Баас, обвинив его в расколе и провокационной деятельности. Правительство Джадида, в свою очередь, было смещено в результате так называемого Корректирующего движения 1970 года, когда властные полномочия сосредоточились в руках Хафеза Асада.

## Формирование нового правительства. Последствия
Незамедлительно после переворота военные офицеры, сохранявшие верность аль-Хафизу и Афляку, были исключены из состава вооружённых сил страны, а ряд военных чиновников по причине их особой неблагонадёжности были заключены под стражу вместе с Мухаммедом Умраном в известную сирийскую тюрьму Меззе. Одним из первых указов, которое издало правительство Джадида, было назначение Хафеза Асада на должность министра обороны. Однако Асад не выразил отчётливую поддержку совершённому государственному перевороту и откровенно говорил Мансуру аль-Атрашу, Джубрану Маджалани и другим сторонникам Афляка, что он критически относится к антиконституционным действиям Джадида. Впоследствии в интервью газете Le Monde Асад заявлял, что военное вмешательство в процессы гражданского управления в Сирии достойно сожаления, потому что политика Баас изначально строилась на демократических принципах. Асад несколько раз подчёркивал, что политические противоречия стоит решать демократическим, мирным путём, тем самым выражая косвенное осуждение действий своих соратников по Военному комитету. В то же время Асад рассматривал военный переворот 1966 года как естественную необходимость, поскольку с его помощью удалось положить конец диктаторскому правлению Национального командования.
Правительство Джадида многими историками Ближнего Востока воспринималось как чрезмерно радикальное, руководствовавшееся поспешными, необдуманными действиями во внешней и внутренней политике; Салах Джадид, будучи вспыльчивым политиком, часто принимал безрассудные решения. Несмотря на то, что между Джадидом и Асадом практически не было идеологических разногласий по ключевым вопросам политического устройства, у них были разные взгляды на то, какими практическими мерами эту идеологию следовало претворять в жизнь. Военный комитет, состоявший из авторитетных представителей армейской элиты САР и являвшийся ключевым центром принятия решений с 1963 по 1966 годы, утратил свой статус центрального органа власти во время правления Джадида, поскольку изначально его функция было координировать борьбу против НК и сторонников Афляка. После переворота Джадид стал неофициальным и неоспоримым лидером Сирии и являлся таковым до 1970 года, когда произошёл новый переворот, инициированный и осуществлённый Хафезом Асадом и его сторонниками. Дело в том, что до переворота 1966 года Джадид контролировал сирийские вооружённые силы, занимая должность председателя бюро офицерских дел, однако после 1966 года Джадид уделил больше внимания вопросам гражданского управления страной, а управление военными структурами и армейскими ведомствами перепоручил Асаду, что и стало его политическим просчётом и причиной его последующего падения в 1970 году в результате «Коррекционной революции».